# Jingpho jezik
Jingpho jezik (ISO 639-3: kac), sinotibetski jezik iz Burme; 900 000 govornika (Johnstone and Mandryk 2001), i 40 000 u Kini (1999 X. Xu). Njime se služi narod Kačin ili Jingpo. Ima nekoliko dijalekata: hkaku (hka-hku), kauri (hkauri, gauri) i dulong; dok je dzili ili jili možda poseban jezik.
Jezičnu podskupinu jingpho čini s jezicima singpho [sgp], govori se u Indiji, i Taman [tcl] u Burmi.

## Vanjske poveznice
- Ethnologue (14th)
- Ethnologue (15th)